# Lyria
Lyria is een geslacht van weekdieren uit de klasse van de Gastropoda (slakken).

## Soorten
- Lyria anna (Lesson, 1835)
- Lyria beauii (P. Fischer & Bernardi, 1857)
- Lyria boholensis Poppe, 1987
- Lyria bondarevi Bail & Poppe, 2004
- Lyria boucheti Bail & Poppe, 2004
- Lyria brianoi Poppe, 1999
- Lyria cassidula (Reeve, 1849)
- Lyria cleaveri H. Morrison, 2008
- Lyria cloveriana Weaver, 1963
- Lyria cordis Bayer, 1971
- Lyria craticulata Darragh, 2017 †
- Lyria degrangei Peyrot, 1928 †

- Lyria delessertiana (Petit de la Saussaye, 1842)
- Lyria deliciosa (Montrouzier, 1859)
- Lyria doutei Bouchet & Bail, 1991
- Lyria exorata Bouchet & Poppe, 1988
- Lyria grandidieri Bail, 2002
- Lyria grangei Cernohorsky, 1980
- Lyria guionneti Poppe & Conde, 2001
- Lyria harpula (Lamarck, 1803) †
- Lyria insignita Iredale, 1940
- Lyria kuniene Bouchet, 1979
- Lyria laseroni (Iredale, 1937)
- Lyria leonardi Emerson, 1985

- Lyria lesbarritziana (Grateloup, 1845) †
- Lyria leslieboschae Emerson & Sage, 1986
- Lyria lyraeformis (Swainson, 1821)
- Lyria madrakahensis Harzhauser, 2007 †
- Lyria mallicki Ladd, 1975
- Lyria michardi Bail, 2009
- Lyria mikoi Kosuge, 1985
- Lyria mitraeformis (Lamarck, 1811)
- Lyria ogasawarana Bail & Chino, 2015
- Lyria parens Sacco, 1890 †
- Lyria patbaili Bouchet, 1999
- Lyria pattersonia (Perry, 1811)

- Lyria pauljohnsoni Poppe & Terryn, 2002
- Lyria peyrehoradensis Lozouet, 2019 †
- Lyria picturata (Grateloup, 1834) †
- Lyria planicostata (G. B. Sowerby III, 1903)
- Lyria poppei Bail, 2002
- Lyria pulchella (G. B. Sowerby I, 1850) †
- Lyria russjenseni Emerson, 1985
- Lyria sabaensis Bail, 1993
- Lyria solangeae Bozzetti, 2008
- Lyria surinamensis (Okutani, 1982)
- Lyria tulearensis Cosel & Blöcher, 1977
- Lyria vegai Clench & R. D. Turner, 1967
- Lyria zelandica Finlay, 1924 †

### Synoniemen
- Lyria (Harpeola) Dall, 1907 => Lyria Gray, 1847
  - Lyria (Harpeola) anna (Lesson, 1835) => Lyria anna (Lesson, 1835)
- Lyria (Indolyria) Bail & Poppe, 2001 => Lyria Gray, 1847
  - Lyria (Indolyria) bondarevi Bail & Poppe, 2004 => Lyria bondarevi Bail & Poppe, 2004
  - Lyria (Indolyria) brianoi Poppe, 1999 => Lyria brianoi Poppe, 1999
  - Lyria (Indolyria) cloveriana Weaver, 1963 => Lyria cloveriana Weaver, 1963
  - Lyria (Indolyria) delessertiana (Petit de la Saussaye, 1842) => Lyria delessertiana (Petit de la Saussaye, 1842)
  - Lyria (Indolyria) doutei Bouchet & Bail, 1991 => Lyria doutei Bouchet & Bail, 1991
  - Lyria (Indolyria) leslieboschae Emerson & Sage, 1986 => Lyria leslieboschae Emerson & Sage, 1986
  - Lyria (Indolyria) lyraeformis (Swainson, 1821) => Lyria lyraeformis (Swainson, 1821)
  - Lyria (Indolyria) michardi Bail, 2009 => Lyria michardi Bail, 2009
  - Lyria (Indolyria) patbaili Bouchet, 1999 => Lyria patbaili Bouchet, 1999
  - Lyria (Indolyria) pauljohnsoni Poppe & Terryn, 2002 => Lyria pauljohnsoni Poppe & Terryn, 2002
  - Lyria (Indolyria) solangeae Bozzetti, 2008 => Lyria solangeae Bozzetti, 2008
  - Lyria (Indolyria) surinamensis (Okutani, 1982) => Lyria surinamensis (Okutani, 1982)
  - Lyria (Indolyria) tulearensis Cosel & Blöcher, 1977 => Lyria tulearensis Cosel & Blöcher, 1977
- Lyria (Lyria) Gray, 1847 => Lyria Gray, 1847
  - Lyria (Lyria) cassidula (Reeve, 1849) => Lyria cassidula (Reeve, 1849)
  - Lyria (Lyria) cordis Bayer, 1971 => Lyria cordis Bayer, 1971
  - Lyria (Lyria) deliciosa (Montrouzier, 1859) => Lyria deliciosa (Montrouzier, 1859)
  - Lyria (Lyria) insignita Iredale, 1940 => Lyria insignita Iredale, 1940
  - Lyria (Lyria) laseroni (Iredale, 1937) => Lyria laseroni (Iredale, 1937)
  - Lyria (Lyria) leonardi Emerson, 1985 => Lyria leonardi Emerson, 1985
  - Lyria (Lyria) mallicki Ladd, 1975 => Lyria mallicki Ladd, 1975
  - Lyria (Lyria) ogasawarana Bail & Chino, 2015 => Lyria ogasawarana Bail & Chino, 2015
  - Lyria (Lyria) pattersonia (Perry, 1811) => Lyria pattersonia (Perry, 1811)
  - Lyria (Lyria) russjenseni Emerson, 1985 => Lyria russjenseni Emerson, 1985
  - Lyria (Lyria) vegai Clench & R. D. Turner, 1967 => Lyria vegai Clench & R. D. Turner, 1967
  - Lyria (Lyria) delessertiana (Petit de la Saussaye, 1842) => Lyria delessertiana (Petit de la Saussaye, 1842)
  - Lyria (Lyria) habei Okutani, 1979 => Lyria (Lyria) mallicki Ladd, 1975 => Lyria mallicki Ladd, 1975
- Lyria (Microlyria) Bail & Poppe, 2001 => Lyria Gray, 1847
  - Lyria (Microlyria) mikoi Kosuge, 1985 => Lyria mikoi Kosuge, 1985
- Lyria (Mitraelyria) Bail & Poppe, 2001 => Lyria Gray, 1847
  - Lyria (Mitraelyria) beauii (P. Fischer & Bernardi, 1857) => Lyria beauii (P. Fischer & Bernardi, 1857)
  - Lyria (Mitraelyria) cleaveri H. Morrison, 2008 => Lyria cleaveri H. Morrison, 2008
  - Lyria (Mitraelyria) grangei Cernohorsky, 1980 => Lyria grangei Cernohorsky, 1980
  - Lyria (Mitraelyria) mitraeformis (Lamarck, 1811) => Lyria mitraeformis (Lamarck, 1811)
  - Lyria (Mitraelyria) sabaensis Bail, 1993 => Lyria sabaensis Bail, 1993
- Lyria (Plicolyria) Bail & Poppe, 2001 => Lyria Gray, 1847
  - Lyria (Plicolyria) boholensis Poppe, 1987 => Lyria boholensis Poppe, 1987
  - Lyria (Plicolyria) boucheti Bail & Poppe, 2004 => Lyria boucheti Bail & Poppe, 2004
  - Lyria (Plicolyria) exorata Bouchet & Poppe, 1988 => Lyria exorata Bouchet & Poppe, 1988
  - Lyria (Plicolyria) grandidieri Bail, 2002 => Lyria grandidieri Bail, 2002
  - Lyria (Plicolyria) guionneti Poppe & Conde, 2001 => Lyria guionneti Poppe & Conde, 2001
  - Lyria (Plicolyria) kuniene Bouchet, 1979 => Lyria kuniene Bouchet, 1979
  - Lyria (Plicolyria) planicostata (G. B. Sowerby III, 1903) => Lyria planicostata (G. B. Sowerby III, 1903)
  - Lyria (Plicolyria) poppei Bail, 2002 => Lyria poppei Bail, 2002
- Lyria (Pseudolyria) K. Martin, 1931 † => Lyria Gray, 1847
- Lyria (Sannalyria) Pilsbry & Olsson, 1954 † => Lyria Gray, 1847
  - Lyria (Sannalyria) pulchella (G. B. Sowerby I, 1850) † => Lyria pulchella (G. B. Sowerby I, 1850) †
- Lyria (Enaeta) H. Adams & A. Adams, 1853 => Enaeta H. Adams & A. Adams, 1853
  - Lyria (Enaeta) leonardhilli Petuch, 1988 => Enaeta leonardhilli (Petuch, 1988)
- Lyria africana (Reeve, 1856) => Festilyria africana (Reeve, 1856) => Callipara africana (Reeve, 1856)
- Lyria aphrodite Bondarev, 1999 => Callipara aphrodite (Bondarev, 1999)
- Lyria aturensis Peyrot, 1928 † => Lyria parens Sacco, 1890 †
- Lyria coquillensis F. E. Turner, 1938 † => Eovoluta coquillensis (F. E. Turner, 1938) †
- Lyria dondani Angioy & Biraghi, 1982 => Lyria mallicki Ladd, 1975
- Lyria guttata (Reeve, 1849) => Enaeta reevei Dall, 1907
- Lyria habei Okutani, 1979 => Lyria mallicki Ladd, 1975
- Lyria harpa (Barnes, 1824) => Enaeta barnesii (Gray, 1825)
- Lyria howensis Iredale, 1940 => Lyria deliciosa howensis Iredale, 1940
- Lyria kawamurai Habe, 1975 => Lyria planicostata (G. B. Sowerby III, 1903)
- Lyria kimberi Cotton, 1932 => Lyria mitraeformis (Lamarck, 1811)
- Lyria leonardhilli Petuch, 1988 => Enaeta leonardhilli (Petuch, 1988)
- Lyria nucleus (Lamarck, 1811) => Lyria pattersonia (Perry, 1811)
- Lyria opposita Iredale, 1937 => Lyria pattersonia (Perry, 1811)
- Lyria pedersenii Verrill, 1870 => Enaeta cumingii (Broderip, 1832)
- Lyria peroniana Iredale, 1940 => Lyria pattersonia (Perry, 1811)
- Lyria ponsonbyi (E. A. Smith, 1901) => Callipara ponsonbyi (E. A. Smith, 1901)
- Lyria pycnopleura J. Gardner, 1937 † => Falsilyria pycnopleura (J. Gardner, 1937) †
- Lyria queketti (E. A. Smith, 1901) => Callipara queketti (E. A. Smith, 1901)
- Lyria reinai Angioy & Biraghi, 1981 => Lyria mallicki Ladd, 1975
- Lyria santoensis Ladd, 1975 => Lyria planicostata (G. B. Sowerby III, 1903)
- Lyria taiwanica Lan, 1975 => Lyria planicostata (G. B. Sowerby III, 1903)
- Lyria valentina Bondarev, 1994 => Lyria doutei Bouchet & Bail, 1991
- Lyria vicdani Kosuge, 1981 => Lyria mallicki Ladd, 1975